# ベヌエ川

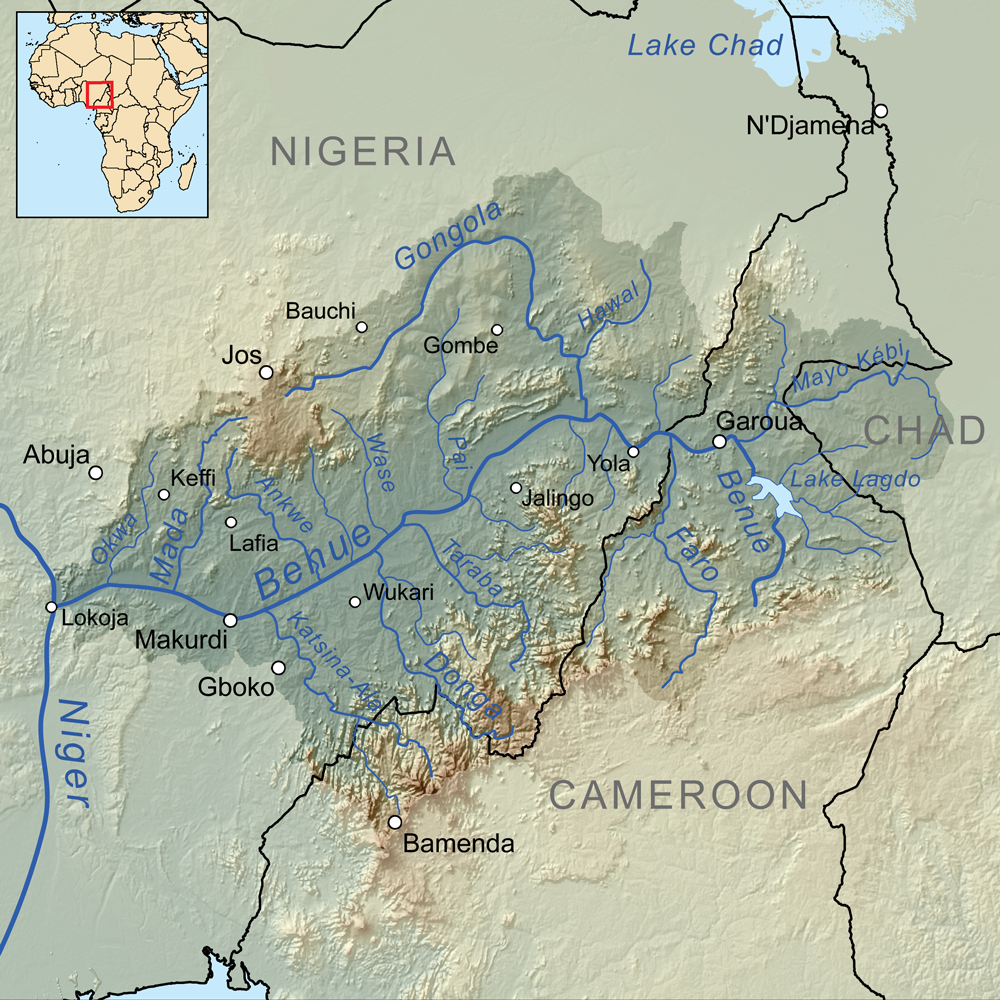
ベヌエ川の流域

ベヌエ川（ベヌエがわ、英:Benue River,仏: Bénoué Rivière）は、ギニア湾に注ぐニジェール川の最大の支流。全長約1370kmにわたり、雨季である夏季中の航行が可能。そのため、流域の重要な交通路となっている。
チャド現地語で水の母という意味がある。ドイツ人のアフリカ探検家であるエドゥアルト・フレーゲルが1882年9月にアダマワ高地の南部、カメルーン北部のヌガウンデレの北に源流を発見した。源流の位置は、北緯7度30分、東経13度である。
ベヌエ川はまず北上した後、ガルア などを通って西に流れ、ナイジェリアに入り、アダマワ州の州都であるヨラ 、イビ (Ibi）、ベヌエ州の州都であるマクルディ (Makurdi) を通過する。コギ州の州都であるロコジャ (Lokoja) でニジェール川に合流する。ベヌエ川の最大の支流はマヨケビ川 (Mayo-Kebbi)。洪水時にはチャド湖水系に属するロゴーヌ川とつながる。なお、1986年にはベヌエ川源流とガルワの間に利水、治水、発電用に高さ40mのロックフィルダムであるラグドダムが建設された。ダムの南には人造湖であるラグド湖が広がる。
1832年にイギリスの探検家のランダーがロコジャを訪れてからは、ヨーロッパの人々の内陸進出路となっている。

## 世界遺産
ナイジェリアで初めて登録された世界遺産が、カメルーン国境に近いベヌエ川沿岸のスクル (Sukur) にある。位置は北緯10度44分26秒、東経13度34分19秒。1999年に文化遺産「スクルの文化的景観」として指定された。丘の上にある首長を意味するHidiという名が付けられた宗教的なシンボルともなっている宮殿と、支配下にある段々畑の村落の対比で知られる。